# Adriaen van Ostadelaan (Utrecht)
De Adriaen van Ostadelaan is een straat in de Nederlandse stad Utrecht, die loopt van de Rubenslaan, Stadionlaan en de Tamboersdijk tot de Julianalaan en Mecklenburglaan waar hij in overgaat.
Zijstraat van de Adriaen van Ostadelaan is de Ferdinand Bolstraat (die de Adriaen van Ostadelaan kruist), Vossegatselaan, Bosboomstraat, Boomstraat, Rembrandkade en de Waldeck Pyrmondkade. De straat is vernoemd naar de Nederlandse schilder Adriaen van Ostade.
Aan deze straat ligt de Sint-Aloysiuskerk (1907) die een bijzondere bouw heeft (namelijk een zeshoekige vorm). Met kerst staat hier veelal een levensgrote kerststal buiten wat direct in het oog springt bij het voorbij gaan.

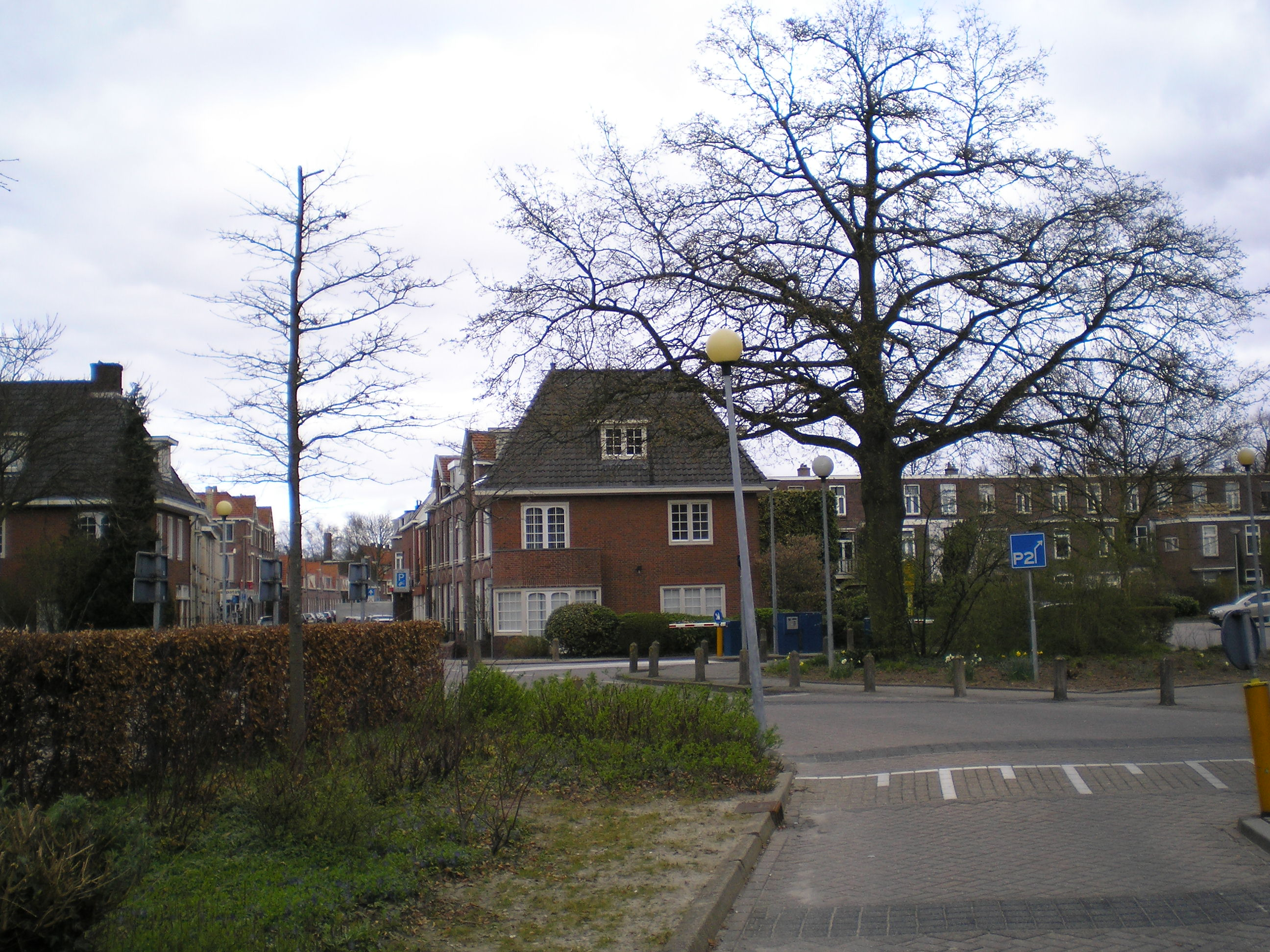
Fredinand Bolstraat met achteraan de Adriaen van Ostadelaan gezien vanaf het Diakonessenhuis